# Sommer-Universiade 2017/Teilnehmer (Trinidad und Tobago)
| Gelbes Symbol für Goldmedaillen mit stilisierten Olympischen Ringen | Graues Symbol für Silbermedaillen mit stilisierten Olympischen Ringen | Braundes Symbol für Bronzemedaillen mit stilisierten Olympischen Ringen |
| ------------------------------------------------------------------- | --------------------------------------------------------------------- | ----------------------------------------------------------------------- |
| —                                                                   | —                                                                     | —                                                                       |

Von Trinidad und Tobago wurden zehn Sportler, vier Frauen und sechs Männer, zur Sommer-Universiade 2017 entsandt.

## Ergebnisse

### Leichtathletik

#### Frauen

##### Sprung/Wurf
| Athletin       | Disziplin   | Qualifikation | Qualifikation | Finale     | Finale |
| Athletin       | Disziplin   | Weite/Höhe    | Platz         | Weite/Höhe | Platz  |
| -------------- | ----------- | ------------- | ------------- | ---------- | ------ |
| Portius Warren | Kugelstoßen |               |               |            |        |

#### Männer

##### Laufdisziplinen
| Athlet                                                        | Disziplin | Vorlauf | Vorlauf | Halbfinale | Halbfinale | Finale | Finale |
| Athlet                                                        | Disziplin | Zeit    | Platz   | Zeit       | Platz      | Zeit   | Platz  |
| ------------------------------------------------------------- | --------- | ------- | ------- | ---------- | ---------- | ------ | ------ |
| Moriba Morain                                                 | 100 m     |         |         |            |            |        |        |
| Micah Ballantyne                                              | 100 m     |         |         |            |            |        |        |
| Moriba Morain                                                 | 200 m     |         |         |            |            |        |        |
| Daniel Telesford                                              | 200 m     |         |         |            |            |        |        |
| Darren Alfred                                                 | 400 m     |         |         |            |            |        |        |
| Darren Alfred Daniel Telesford Moriba Morain Micah Ballantyne | 4 × 100 m |         |         |            |            |        |        |

### Schwimmen
Aleem Mohammed  10 km Freiwasser, 1500 m Freistil

Amira Pilgrim 50 m Schmetterling, 50 m Brust, 50 m Freistil, 100 m Freistil

### Tischtennis
Brittany Joseph, Catherine Spicer, Arun Roopnarine